# Fredrika Stahl
Fredrika Stahl, född 24 oktober 1984 i Stockholm, är en svensk jazzsångerska och låtskrivare.
Fredrika Stahl växte upp i Paris mellan fyra och tolv års ålder, och senare i Helsingborg. Hon lever och arbetar sedan år 2002 i Paris. Hennes debutalbum, A Fraction of You, gavs ut i Frankrike år 2006.
Den 22 maj 2010 uppträdde hon för första gången i Polen med en konsert under "Svenska Dagen I Warszawa" .   

## Diskografi
- 2013 - Off To Dance - Columbia Sony Music
- 2010 - Sweep Me Away - Columbia Sony Music
- 2008 - Tributaries - Jive Epic Sony Music
- 2006 - A Fraction of You - Vogue Sony BMG